# Helyfoglalási egység
A helyfoglalási egység, foglalási egység vagy cluster a fájlrendszerek legkisebb címezhető foglalási egysége fájlok és könyvtárak számára. A cluster mérete minimum a fájlrendszernek otthont adó háttértároló szektormérete. A formázás közben jön létre, módosítani is csak újraformázással lehet.

## A clusterek szerepe
A klasszikus mágneslemezes egységek, illetve az újabb félvezetős egységek az adatokat általában 512 bájt hosszú szektorokban tárolják. (Egyes újabb HDD modellek már 4kB-hosszú szektorral dolgoznak.) A fájlrendszer számára azonban a relatíve pici szektorméret komoly többlet-adminisztrációt, illetve lassabb fájlelérést jelentett.
A clusterek ezt oldják fel azzal, hogy több, fizikailag egymásután található szektort csoportba szerveznek, így az olvasások és írások során kevesebbszer kell az olvasófejet pozicionálni. (A RAM elérésű félvezető tárak elérése során ennek nincs jelentősége). Belátható, hogy a kevesebb pozicionálás gyorsabb adatelérést, a nagyobb adategység pedig kevesebb adminisztrációt jelent a rendszerek számára.

## Clusterek a gyakorlatban
A fájlrendszerekben a cluster a legkisebb logikai adategység, már nem fregmentálódik (töredezik), a cluster mindig egymás után következő szektorokat jelent. A clustereknél megengedett, hogy több fizikai egységen helyezkedjenek el. (Például abban az esetben fordulhat elő, ha a cluster közepénél elfogy a sáv: ekkor a következő sávban folytatódik a cluster.)
A clusterek méretét nagyban befolyásolja, hogy mire szeretnénk használni a fájlrendszert. Kis méret választása esetén jobb lesz a helykihasználás (hiszen ha egy fájl csak pár bájtos, akkor is elfoglal egy egész clustert), nagy méret esetén viszont a sebesség nő. Általában 1 és 128 kilobájt között szokás megválasztani a cluster méretét.

## Fordítás
- Ez a szócikk részben vagy egészben  a   Data_cluster című angol Wikipédia-szócikk fordításán alapul.  Az eredeti cikk szerkesztőit annak laptörténete sorolja fel. Ez a jelzés csupán a megfogalmazás eredetét és a szerzői jogokat jelzi, nem szolgál a cikkben szereplő információk forrásmegjelöléseként.